# Tjepelare
Tjepelare (bulgariska: Чепеларе) är en ort i regionen Smoljan i södra Bulgarien. Orten ligger i Rodopibergen vid floden Tjepelarska reka. Det är en vintersportort. Tjepelare hade 4 803 invånare (2018).
I Tjepelare föddes Jekaterina Dafovska, Bulgariens enda guldmedaljör i vinter-OS.